# حزب الحقيقة والتنمية
حزب الحقيقة والتنمية (بالفرنسية: Parti de la Vérité pour le Développement)‏ هو حزب سياسي في السنغال. رئيس الحزب هو الشيخ أحمدو كارا مباكي.

## التاريخ
تم تسجيل الحزب في 6 مايو 2004. يُعرف أيضًا باسم حزب حقيقة الله (بالفرنسية: Partie de la Verité de Dieu)‏، يتكون الحزب من شباب عاطلين عن العمل في ضواحي داكار، بالإضافة إلى فصيل من طائفة زاوية مريدية.
خاض الحزب الانتخابات الوطنية لأول مرة في عام 2012، وفاز بمقعدين في الجمعية الوطنية.  في الانتخابات التشريعية لعام 2017، لم يفز الحزب إلا بمقعد واحد. 